# Front Algérie française
Pour les articles homonymes, voir FAF.
Le Front Algérie française (FAF) (également Front de l'Algérie française ou Front pour l'Algérie française) était un mouvement politique anti-indépendantiste militant pour le maintien du statu quo des départements d'Algérie et du Sahara (l'« Algérie française ») qui a existé durant la guerre d'Algérie (1954-1962). Le FAF était dirigé par le conseiller municipal Antoine Andros et le conseiller général Camille Vignau,, et placé sous la présidence du député musulman Saïd Boualam, vice-président de l'Assemblée nationale.

## Historique

### Création du FAF
Le FAF voit le jour le 15 juin 1960 à la suite d'une réunion entre ex-FNN et ex-UNR tenue au 73 rue Alfred-Leluch à Alger. Yvan Santini annonce la création du FAF lors d'une conférence de presse tenue le même jour ou le 17 juin selon les sources.
Le FAF vise à terme à organiser un coup d’État militaire et imposer une forme d’apartheid.

### Manifestations violentes et dissolution
Le 11 novembre 1960, une manifestation à l'appel du Front Algérie française dégénère en émeute à Alger.
Le 8 décembre suivant, le mouvement lance un appel à s'opposer violemment à la visite du Général de Gaulle et, à l'armée, à ne plus soutenir sa politique en Algérie.
À la suite des émeutes d'Alger du 9 décembre, le Front Algérie française est interdit par les autorités françaises le 15 décembre 1960,.

### Activité clandestine
Le 7 mars 1961, un tract revendiquant une série d'attentats perpétrés à Alger est signé conjointement du FAF et du réseau France-Résurrection, une organisation distincte de l'OAS.

## Personnalités notables du FAF
- Saïd Boualam, vice-président (député RNUR)

### Oranie
- Yvan Santini, porte-parole (conseiller général)
- Villeneuve, dirigeant (conseiller général)
- Conesa, dirigeant
- Lucien Castelli, dirigeant (chargé des dossiers financiers)

### Algérois
- Antoine Andros, dirigeant (conseiller municipal)
- Camille Vignau, dirigeant (conseiller général)
- Dominique Zatarra, dirigeant
- André Seguin, dirigeant (journaliste)

### Constantinois
- Edme Canat (député Unité de la République)
- Pierre Portolano (député Unité de la République)

## Archives vidéo INA
- Parti de l'Algérie Française "FAF", ORTF, 1960
- Ambiance algérienne, JT nuit, ORTF, 24/06/1960
- La situation à Alger, ORTF, JT 20H, 16/12/1960